# りゅうと
りゅうと（りゅうと、2000年11月4日 - ）は、日本のモデル、アーティスト、タレント。山梨県出身。血液型はA型。株式会社Epic＆Easy所属。2018年「男子高校生ミスターコンテスト」に出場後注目を集め、TikTok Creatorとして活動を開始。 choco（ちょこ） の愛称で親しまれており、現在SNSフォロワー数は約480万人以上と国内外にて人気を博す。 ABEMA恋愛リアリティ番組「恋とオオカミには騙されない」出演やPopteen専属メンズモデルなどを経て、 多岐にわたって活躍の幅を広げるZ世代のアイコン的存在。やまなし大使や、渋谷区観光協会の観光フェローとして日本の魅力発信もしていく。

## 出演
太字は主演。

### TV
- 日本テレビ「24時間テレビ47」（2024年、2023年）
- YBS「24時間テレビ47」山梨スペシャル応援パーソナリティ
- フジテレビ「キリヌキ可TV」＃２ゲスト TBS「アーティストリポート」
- フジテレビ「エモろん〜この論⽂、エモくない︕︖」
- 日本テレビ「ZIP!」流⾏ニュース キテルネ︕ リポーター（2021年7月〜2023年3月）
- 日本テレビ「ヒルナンデス︕」
- テレ朝「あざとくて何が悪いの」（2021年7月10日 ）
- 恋とオオカミには騙されない（2021年2月14日 - 2021年5月2日、ABEMA）[1]
- TBS「ユニコーンに乗って」
- YBS特番Zミライ会議 ゲスト
- BSJapanext 「KURUNE-next music live」
- TOKYO MX「⾳ボケPOPS」

### ドラマ
- 会社は学校じゃねぇんだよ 新世代逆襲編（2021年10月25日、ABEMA、藤井道人監督）
- 恋は青春より青しシーズン２（2021年12月 - 、TikTok）
- 卒業式に、神谷詩子がいない（2022年2月27日 - 3月27日、日本テレビ）友人 役[2]
- コンビニ★ヒーローズ〜あなたのSOSいただきました!!〜 第3話（2022年10月26日、関西テレビ 他） - 小松春樹 役[3]
- ローカルアナのさがしもの（2024年11月16日 - 30日、山梨放送） - 内田貴之 役[4]

### 配信ドラマ
- KDDI×News Picks「しまうま劇場」
- 日テレ縦型ショートドラマ「毎日はにかむ僕たちは。」
- SNSドラマ「恋は⻘春より⻘しシーズン２」

### 映画
- ふるさと映画 「道志村と横浜市」 W主演

- シモキタブレイザー（2024年2月16日、アルバトロス・フィルム）[5]
- 雪子 a.k.a.（2025年1月25日公開予定、パル企画）吉村鉄平 役[6][7][8]
- 「夢叶えるプロジェクト」⿊⽥鉄⽮役

### 舞台
- ミュージカル「ウインドボーイズ！」（2022年12月22日 - 27日、シアター1010）主演・飯塚ミナト 役[9]
- ロンドンコメディ Run For Your Wife（2023年7月18日、あうるすぽっと）新聞記者 役（日替わりゲスト）[10]

### 雑誌
- Popteen専属メンズモデル（2020年10月〜2023年9月）
- メンズPopteen専属メンズモデル （2020年11月〜2023年）
- 日之出出版「FINEBOYS」（2024年７月）
- マガジンハウス「anan」（2024年8月）

### イベント
- 香川県じょんならんフェスティバル ゲスト（2025年3月22日、23日）

- 超WEGO＠WEGO 1.3.5...原宿店（2024年9月28日）
- FootBall Jam2024 ＠恵比寿ガーデンプレイス
- STARRZ TOKYO 会場：きゅりあん品川（2024年9月25日、26日）
- 超十代FES（2023、2024年、2025年 ＠代々木第一体育館）
- シンデレラFES2024 会場:さいたまスーパーアリーナ（2024年6月9日）
- CHILL OUT FESTIVAL  会場:山中湖CHILLVIL（2024年8月3日）
- K-1「 Krush.128」ゲスト解説 （2021年8月21日）
- 超FUJI-Q! 2020〜超十代の秋まつり〜 会場:富⼠急 ハイラインド（2020年9月21日）
- 関⻄コレクション2022 S/S 会場:大阪・京セラドーム(2022年3月5日)
- TGC teen 2022 Osaka 会場: 大阪・Zepp Osaka Bayside(2022年8月7日)
- TGC FES YAMANASHI（2022年10月22日、2023年10月21日）
- FASHION LEADERS （2022年9月）

### CM
- コカコーラ「いろはす」 TVCM 山梨担当
- Google Pixel 「わたしとキミとピクセルと」
- WEBCM Google Pixel 「 ベストテイク」
- WEBCM ジョンソンエンドジョンソン
- 「アキビューオアシス」WEBCM

### ラジオ
- YBSラジオ「ミュートレック」70周年SP（2024年）
- FM FUJI「MUSiC HUNGRY」100回記念（2024年）

- りゅうとのchocoっとラジオ（2021年9月28日 - 2022年3月22日、文化放送）

### YOUTUBE、INSTAGRAMなど
- YouTube「 超十代チャンネル」レギュラー出演 （2020年7月〜2020年9月）
- 「#オルガン坂生徒会」ゲスト出演 （複数）
- ABEMA「14ALL」 ゲスト出演（2021年12月）
- しぶやいちまるきゅうちゃんねるインスタライブ配信

### コラボ
- FRESH CHEESE STUDIO
- ららぽーと海老名 ×ちょこ「ちょこ 君のバレンタイン 大作戦」

- ドン・キホーテ 「#放課後ドンキ部」イベント
- ISSHI ×りゅうとコラボ配信イベント ＠cosmeTOKYO（2024年）
- PHOTOISM×CHOCO （日本人タレントとして初の公式コラボ）（2024年）
- WEGO WEGOTEE企画（2024年）
- しまむら×マンチェスターシティ 企画モデル（2024年）

### アンバサダー
- Meta lnstagram creator labo Japanアンバサダー
- SHIBUYA ZFES  初代アンバサダー
- 渋谷区観光協会観光フェロー 2025
- やまなし大使

## ディスコグラフィー

### シングル
- Day by day （2020年12月8日）
- My Only One（2021年5月10日）
- 20（2021年12月8日）

- Planet（2022年3月30日）＜映画「パティシエさんとお嬢さん」主題歌＞